# 高占杰
高占杰（1921年—2007年4月3日），男，直隶（今河北）束鹿人，中华人民共和国军事人物，中国人民解放军少将，曾任云南省军区政治委员，第五届全国人大代表。